# كأس العالم الشاطئية 2015
كأس العالم لكرة القدم الشاطئية 2015 هي النسخة الثامنة من كأس العالم لكرة القدم الشاطئية، والتي ينظمها الفيفا. النسخ السابقة قبل 2005 لم تنظم من قبل الاتحاد الدولي لكرة القدم وأقيمت تحت اسم بطولة العالم لكرة القدم الشاطئية. إجمالاً تعتبر هذه هي النسخة الثامنة عشر من كأس العالم من تأسيسها سنة 1995. تم الإعلان بعد عن البلد المستضيف وقد تقدمت 12 دولة بطلب تنظيم نهائياتها حيث ستقام المنافسة في البرتغال. وستكون هذا المسابقة الثالثة التي تجرى على أساس كل سنتين حيث يقام كأس العالم حاليا مرة كل عامين، بعد أن جرى تنظيمه على أساس كل سنة بين عامي 1995 و 2009.
بعد أن غابت البرتغال عن النسخة السابقة، وصلت البرتغال إلى المباراة النهائية، حيث فازت على روسيا البطلة سابقاً بلقبين في نصف النهائي، وهزمت المتأهلين للمباراة النهائية 5 - 3 تاهيتي للحصول على لقبها الثاني في المسابقة والأول في عصر الفيفا.

## العروض لاستضافة البطولة

### عروض رسمية
البلدان التالية تقدمت بطلب رسمي لكأس العالم.
- البرازيل
- بلغاريا
- إكوادور
- إلسلفادور
- فرنسا
- المجر

- موريشيوس
- البرتغال (المستضيف)
- روسيا
- السنغال
- سويسرا
- تايلاند

## التصفيات
أجريت مباريات التصفيات المؤهلة في عامي 2014 و2015. تأهل منتخب البرتغال بصورة تلقائية لكونه المستضيف للبطولة.

### أفريقيا
أقيمت بطولة كرة القدم الشاطئية في روش كايمان، سيشيل في 14-19 أبريل 2015. شارك ما مجموعه ثمانية فرق في البطولة، حيث تم تحديد سبع مقاعد (بخلاف الدولة المضيفة سيشيل) من خلال التصفيات التي أجريت في فبراير ومارس 2015. تأهل فريقين إلى كأس العالم لكرة القدم الشاطئية 2015. فازت السنغال ومدغشقر بنصف النهائي في 18 أبريل 2015 للتأهل لكأس العالم، بفوز مدغشقر على السنغال في المباراة النهائية في اليوم التالي للفوز بالبطولة.

### أسيا
أقيمت بطولة كرة القدم الشاطئية في الدوحة، قطر في 23-28 مارس 2015. وشارك في البطولة 14 منتخباً (دخلت فلسطين وانسحبت). تأهلت الفرق الثلاثة الأولى لكأس العالم لكرة القدم الشاطئية 2015 . فازت عمان واليابان بنصف النهائي في 27 مارس 2015 للتأهل لكأس العالم. في اليوم التالي، فازت إيران بمباراة المركز الثالث لتحجز أيضًا مكانًا في كأس العالم، بينما هزمت عمان اليابان في المباراة النهائية لتفوز بالبطولة.

### أوروبا
تم إجراء التصفيات في جيسولو، إيطاليا في الفترة من 5 إلى 14 سبتمبر 2014. شارك في البطولة 23 منتخباً (دخلت جورجيا لكنها انسحبت). تأهلت الفرق الأربعة الأولى لكأس العالم لكرة القدم الشاطئية 2015 بالإضافة إلى الدولة المضيفة البرتغال. في اليوم التالي، حجزت روسيا وإسبانيا وإيطاليا أيضًا مكانًا في كأس العالم بالتقدم إلى نصف النهائي، حيث هزمت روسيا سويسرا في اليومين الأخيرين لتفوز بالبطولة، وإيطاليا تهزم إسبانيا لتنتهي الثالث.

### أمريكا الشمالية والوسطى والكاريبي
أقيمت بطولة كونكاكاف الشاطئية لكرة القدم في كوستا ديل سول، السلفادور في 28 مارس - 4 أبريل 2015. وشارك ما مجموعه 16 فريقا في البطولة. تأهل فريقين إلى كأس العالم لكرة القدم الشاطئية 2015. فازت المكسيك وكوستاريكا بنصف النهائي في 3 أبريل 2015 للتأهل إلى كأس العالم، مع فوز المكسيك على كوستاريكا في المباراة النهائية في اليوم التالي للفوز بالبطولة.

### الأوقيانوس
كان من المقرر أن تقام البطولة في تاهيتي يومي 16 و 22 فبراير 2015. ومع ذلك، تم إلغاء البطولة، وتم تعيين تاهيتي من قبل اتحاد أوقيانوسيا كممثل لهم.

### أمريكا الجنوبية
أقيمت بطولة أمريكا الجنوبية الشاطئية لكرة القدم في مانتا، الإكوادور يومي 19 و 26 أبريل 2015. شارك ما مجموعه 10 فرق في البطولة. تأهلت الفرق الثلاثة الأولى لكأس العالم لكرة القدم الشاطئية 2015. فازت البرازيل وباراغواي بنصف النهائي في 25 أبريل 2015 للتأهل إلى كأس العالم. في اليوم التالي، فازت الأرجنتين بمباراة المركز الثالث لتحجز أيضًا مكانًا في كأس العالم، بينما فازت البرازيل على باراجواي في المباراة النهائية لتفوز بالبطولة.

## الفرق المتأهلة

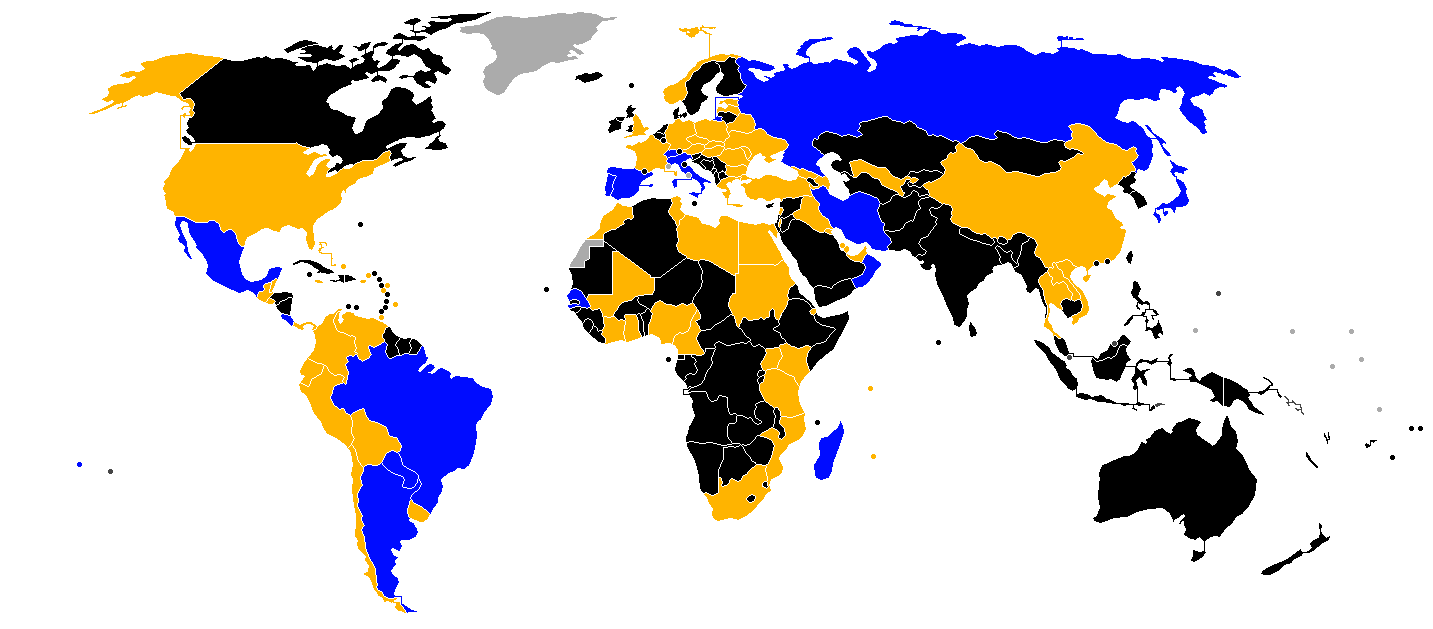
المتأهلين لنهائيات كأس العالم
شاركوا في التصفيات لكن لم يتأهلوا لنهائيات كأس العالم
لم يدخلو كأس العالم
ليسوا أعضاء في الفيفا

| الاتحاد                    | الدورة المؤهلة                                 | المتأهلين                    |
| -------------------------- | ---------------------------------------------- | ---------------------------- |
| AFC (أسيا)                 | بطولة اسيا لكرة القدم الشاطئية 2015            | إيران اليابان عمان           |
| CAF (أفريقيا)              | بطولة أفريقيا لكرة القدم الشاطئية 2015         | مدغشقر1 السنغال              |
| CONCACAF (الكونكاكاف)      | بطولة كونكاكاف لكرة القدم الشاطئية 2015        | كوستاريكا المكسيك            |
| CONMEBOL (أمريكا الجنوبية) | بطولة أمريكا الجنوبية لكرة القدم الشاطئية 2015 | الأرجنتين البرازيل باراغواي  |
| OFC (الأوقيانوس)           | تم تحديده عن طريق اتحاد أوقيانوسيا             | تاهيتي                       |
| UEFA (أوروبا)              | الدولة المضيفة                                 | البرتغال                     |
| UEFA (أوروبا)              | بطولة أوروبا لكرة القدم الشاطئية 2015          | إيطاليا روسيا إسبانيا سويسرا |

1: الدول التي شاركت لأول مرة.

## المكان
تم لعب جميع المباريات في استاد إسبينيو، وهو مكان تم تشييده لاستيعاب 3500 شخص ويقع في برايا دا بايا، إسبينيو، البرتغال.

## القرعة
| الفئة 1                                                                           | الفئة 2                   | الفئة 3                          | الفئة 4                            |
| --------------------------------------------------------------------------------- | ------------------------- | -------------------------------- | ---------------------------------- |
| البرتغال تم تحديد المضيف في A1 روسيا تم تحديده البطل السابق في D1 البرازيل سويسرا | إيران اليابان عمان تاهيتي | مدغشقر السنغال كوستاريكا المكسيك | الأرجنتين باراغواي إيطاليا إسبانيا |

## مرحلة المجموعات

### المجموعة A
| م | فريق         | لعب | ك | W+ | WPK | خ | له | عليه | ف  | نقاط | التأهل         |
| - | ------------ | --- | - | -- | --- | - | -- | ---- | -- | ---- | -------------- |
| 1 | البرتغال (H) | 3   | 2 | 0  | 0   | 1 | 16 | 10   | +6 | 6    | Knockout stage |
| 2 | اليابان      | 3   | 2 | 0  | 0   | 1 | 10 | 10   | 0  | 6    | Knockout stage |
| 3 | الأرجنتين    | 3   | 1 | 0  | 0   | 2 | 9  | 14   | −5 | 3    |                |
| 4 | السنغال      | 3   | 1 | 0  | 0   | 2 | 12 | 13   | −1 | 3    |                |

1. 1 2  Portugal ahead of Japan on points obtained on head-to-head matches (Portugal defeated Japan 4–2)
2. 1 2  Argentina ahead of Senegal on points obtained on head-to-head matches (Argentina defeated Senegal 4–3)

| البرتغال                                   | 4–2    | اليابان                    |
| ------------------------------------------ | ------ | -------------------------- |
| مادجير 4'، 22' · Bê Martins 18' · Alan 35' | Report | Haraguchi 23' · Matsuo 32' |

| الأرجنتين                                                  | 4–3    | السنغال                   |
| ---------------------------------------------------------- | ------ | ------------------------- |
| Franceschini 8' · F. Hilaire 11' · Sirico 19' · Minici 21' | Report | Baldé 5'، 25' · Ndour 36' |

| السنغال                                                         | 6–5    | البرتغال                                                    |
| --------------------------------------------------------------- | ------ | ----------------------------------------------------------- |
| Thioune 9' · Kamara 16' · Baldé 25'، 32' · Sylla 26' · Fall 29' | Report | Belchior 7'، 31' · Coimbra 16' · Léo Martins 17' · Alan 19' |

| اليابان                              | 4–3    | الأرجنتين                                      |
| ------------------------------------ | ------ | ---------------------------------------------- |
| Goto 15'، 21' · Matsuo 16' · Oba 24' | Report | F. Hilaire 2' · Costas 21' · رودريغو لوبيز 32' |

| البرتغال                                                                  | 7–2    | الأرجنتين                           |
| ------------------------------------------------------------------------- | ------ | ----------------------------------- |
| Belchior 9' · مادجير 12'، 31' · Torres 16' · Alan 18'، 29' · Zé Maria 36' | Report | Sirico 32' (ركلة.) · S. Hilaire 33' |

| اليابان                                         | 4–3    | السنغال                          |
| ----------------------------------------------- | ------ | -------------------------------- |
| Goto 1' · Tabata 10' · Matsuo 16' · Akaguma 21' | Report | Faye 33' · N'Doye 34' · Fall 36' |

### المجموعة B
| م | فريق      | لعب | ك | W+ | WPK | خ | له | عليه | ف   | نقاط | التأهل         |
| - | --------- | --- | - | -- | --- | - | -- | ---- | --- | ---- | -------------- |
| 1 | إيطاليا   | 3   | 3 | 0  | 0   | 0 | 16 | 7    | +9  | 9    | Knockout stage |
| 2 | سويسرا    | 3   | 2 | 0  | 0   | 1 | 13 | 11   | +2  | 6    | Knockout stage |
| 3 | عمان      | 3   | 1 | 0  | 0   | 2 | 11 | 11   | 0   | 3    |                |
| 4 | كوستاريكا | 3   | 0 | 0  | 0   | 3 | 6  | 17   | −11 | 0    |                |

| إيطاليا                                                 | 6–1    | كوستاريكا  |
| ------------------------------------------------------- | ------ | ---------- |
| Gori 1'، 9'، 16' · Zurlo 13'، 19' · Villegas 19' (ه.ذ.) | Report | Pacheco 6' |

| سويسرا                                 | 5–2    | عمان                           |
| -------------------------------------- | ------ | ------------------------------ |
| Misev 4' · Ott 10'، 12'، 21' · Leu 14' | Report | Al-Sauti 7' · K. Al-Araimi 19' |

| عمان                               | 2–4    | إيطاليا                                 |
| ---------------------------------- | ------ | --------------------------------------- |
| Y. Al-Araimi 8' · K. Al-Araimi 22' | Report | Zurlo 12'، 30' · Marinai 12' · Gori 19' |

| كوستاريكا                                   | 3–4    | سويسرا                                       |
| ------------------------------------------- | ------ | -------------------------------------------- |
| رولاند توريس 24' · Adanis 30' · Pacheco 35' | Report | Stankovic 3' · Ott 11' · Leu 21' · Borer 35' |

| عمان                                                                                  | 7–2    | كوستاريكا                |
| ------------------------------------------------------------------------------------- | ------ | ------------------------ |
| Al-Dhabit 4'، 26' (ركلة.) · Y. Al-Araimi 17'، 26' · Al-Alawi 19' · Al-Qassmi 32'، 36' | Report | Johnson 19'، 28' (ركلة.) |

| سويسرا                                     | 4–6    | إيطاليا                                                                      |
| ------------------------------------------ | ------ | ---------------------------------------------------------------------------- |
| Ott 4'، 10' · Schirinzi 5' · Stankovic 34' | Report | Zurlo 3' · Gori 4' · Palmacci 15'، 31' · Marinai 17' · Frainetti 21' (ركلة.) |

### المجموعة C
| م | فريق     | لعب | ك | W+ | WPK | خ | له | عليه | ف  | نقاط | التأهل         |
| - | -------- | --- | - | -- | --- | - | -- | ---- | -- | ---- | -------------- |
| 1 | البرازيل | 3   | 3 | 0  | 0   | 0 | 11 | 5    | +6 | 9    | Knockout stage |
| 2 | إيران    | 3   | 2 | 0  | 0   | 1 | 12 | 11   | +1 | 6    | Knockout stage |
| 3 | إسبانيا  | 3   | 1 | 0  | 0   | 2 | 9  | 9    | 0  | 3    |                |
| 4 | المكسيك  | 3   | 0 | 0  | 0   | 3 | 4  | 11   | −7 | 0    |                |

| إسبانيا                                     | 5–6    | إيران                                                                 |
| ------------------------------------------- | ------ | --------------------------------------------------------------------- |
| Antonio 2'، 15'، 31' · Nico 3' · Llorenç 8' | Report | Boloukbashi 2'، 15' · Mesigar 5' · Mokhtari 19'، 36' · Ahmadzadeh 34' |

| البرازيل                                                                           | 5–1    | المكسيك       |
| ---------------------------------------------------------------------------------- | ------ | ------------- |
| Rodrigo 1' · Bokinha 6' · برونو كزافييه 12' · Gonzalez 26' (ه.ذ.) · Mauricinho 29' | Report | Maldonado 31' |

| المكسيك              | 1–3    | إسبانيا                                     |
| -------------------- | ------ | ------------------------------------------- |
| Maldonado 1' (ركلة.) | Report | Llorenç 3' · Nico 17' · Antonio 35' (ركلة.) |

| إيران                         | 3–4    | البرازيل                                                  |
| ----------------------------- | ------ | --------------------------------------------------------- |
| Akbari 2'، 4' · Ahmadzadeh 5' | Report | Ddi 2' · برونو كزافييه 12' · Bokinha 12' · Mauricinho 26' |

| المكسيك               | 2–3    | إيران                                 |
| --------------------- | ------ | ------------------------------------- |
| Gómez 19' · Villa 22' | Report | Akbari 2' · Ahmadzadeh 15' · Dara 15' |

| البرازيل        | 2–1    | إسبانيا    |
| --------------- | ------ | ---------- |
| Rodrigo 2'، 32' | Report | Mérida 12' |

### المجموعة D
| م | فريق     | لعب | ك | W+ | WPK | خ | له | عليه | ف  | نقاط | التأهل         |
| - | -------- | --- | - | -- | --- | - | -- | ---- | -- | ---- | -------------- |
| 1 | تاهيتي   | 3   | 3 | 0  | 0   | 0 | 18 | 14   | +4 | 9    | Knockout stage |
| 2 | روسيا    | 3   | 2 | 0  | 0   | 1 | 17 | 14   | +3 | 6    | Knockout stage |
| 3 | باراغواي | 3   | 1 | 0  | 0   | 2 | 14 | 16   | −2 | 3    |                |
| 4 | مدغشقر   | 3   | 0 | 0  | 0   | 3 | 7  | 12   | −5 | 0    |                |

| روسيا                                                             | 7–5    | باراغواي                                              |
| ----------------------------------------------------------------- | ------ | ----------------------------------------------------- |
| Romanov 7'، 15' · Shishin 8'، 28'، 30' · Shkarin 23' · Leonov 25' | Report | López 1' · Moran 3'، 17'، 34' · Rodriguez 18' (ركلة.) |

| بولينزيا الفرنسية                                       | 4–3    | مدغشقر                                                    |
| ------------------------------------------------------- | ------ | --------------------------------------------------------- |
| Labaste 4' · Tepa 5' · Tavanae 9' · Bennett 17' (ركلة.) | Report | Razafimandimby 2' · Rabeasimbola 2' · Razafimahatratra 6' |

| مدغشقر                                    | 2–4    | روسيا                                           |
| ----------------------------------------- | ------ | ----------------------------------------------- |
| Rasolomandimby 17' · Randriamampandry 19' | Report | Leonov 6' · Romanov 7'، 9' · Krasheninnikov 35' |

| باراغواي                                     | 5–7    | تاهيتي                                                                         |
| -------------------------------------------- | ------ | ------------------------------------------------------------------------------ |
| Moran 2'، 18'، 25' · López 27' · Barreto 35' | Report | Tavanae 2' · Labaste 4'، 27' · Zaveroni 8' · Tchen 8' · Tepa 14' · Taiarui 25' |

| روسيا                                                                                                | 6–7    | تاهيتي                                                                  |
| --- | ------ | ----------------------------------------------------------------------- |
| Bukhlitskiy 8' · Shishin 8' · Paporotnyi 20' · Krasheninnikov 23' · Romanov 35' · أليكسي ماكاروف 35' | Report | Li Fung Kuee 2'، 9'، 14'، 27' · Taiarui 8' · Lehartel 23' · Torohia 35' |

| باراغواي                               | 4–2    | مدغشقر                  |
| -------------------------------------- | ------ | ----------------------- |
| Moran 11'، 27' · López 17' · Rolon 26' | Report | Rasolomandimby 13'، 26' |

## مرحلة خروج المغلوب

### الفئة
|  | Quarter-finals | Quarter-finals |          |       | Semi-finals       | Semi-finals       |  |  | Final | Final |
|  |                |                |          |       |                   |                   |  |  |       |       |
|  | 16 July        |                |          |       |                   |                   |  |  |       |       |
|  |                |                |          |       |                   |                   |  |  |       |       |
|  | إيطاليا        | 3              |          |       |                   |                   |  |  |       |       |
|  | إيطاليا        | 3              | 18 July  |       |                   |                   |  |  |       |       |
|  | اليابان        | 2              |          |       |                   |                   |  |  |       |       |
|  | اليابان        | 2              | إيطاليا  | 6 (1) |                   |                   |  |  |       |       |
|  | 16 July        |                | إيطاليا  | 6 (1) |                   |                   |  |  |       |       |
|  |                | تاهيتي (ج.)    | 6 (3)    |       |                   |                   |  |  |       |       |
|  | تاهيتي         | تاهيتي (ج.)    | 6 (3)    | 5     |                   |                   |  |  |       |       |
|  | تاهيتي         |                | 19 July  | 5     |                   |                   |  |  |       |       |
|  | إيران          | 4              |          |       |                   |                   |  |  |       |       |
|  | إيران          | 4              | تاهيتي   | 3     |                   |                   |  |  |       |       |
|  | 16 July        |                | تاهيتي   | 3     |                   |                   |  |  |       |       |
|  |                | البرتغال       | 5        |       |                   |                   |  |  |       |       |
|  | البرتغال       | البرتغال       | 5        | 7     |                   |                   |  |  |       |       |
|  | البرتغال       | 18 July        |          | 7     |                   |                   |  |  |       |       |
|  | سويسرا         | 3              |          |       |                   |                   |  |  |       |       |
|  | سويسرا         | 3              | البرتغال | 4     |                   |                   |  |  |       |       |
|  | 16 July        |                | البرتغال | 4     |                   |                   |  |  |       |       |
|  |                | روسيا          | 2        |       | Third place match | Third place match |  |  |       |       |
|  | البرازيل       | روسيا          | 2        | 5     | Third place match | Third place match |  |  |       |       |
|  | البرازيل       |                | 19 July  | 5     |                   |                   |  |  |       |       |
|  | روسيا (ب.و.إ.) | 6              |          |       |                   |                   |  |  |       |       |
|  | روسيا (ب.و.إ.) | 6              | إيطاليا  | 2     |                   |                   |  |  |       |       |
|  |                |                |          |       |                   |                   |  |  |       |       |
|  | روسيا          | 5              |          |       |                   |                   |  |  |       |       |
|  | روسيا          | 5              |          |       |                   |                   |  |  |       |       |

### ربع النهائي
| البرازيل                                                                      | 5–6 (ب.و.إ.) | روسيا                                                                                |
| ----------------------------------------------------------------------------- | ------------ | ------------------------------------------------------------------------------------ |
| Mão 9' · Datinha 9' · Mauricinho 9' · Bokinha 31' (ركلة.) · برونو كزافييه 32' | Report       | Paporotnyi 3' · Shkarin 8' · Shishin 13' · Peremitin 29' · Romanov 31' · Shaykov 39' |

| البرتغال                                                                        | 7–3    | سويسرا                               |
| ------------------------------------------------------------------------------- | ------ | ------------------------------------ |
| Leu 2' (ه.ذ.) · مادجير 13'، 25'، 32' · Andrade 14' · Belchior 15' · Coimbra 27' | Report | Ott 11'، 29' (ركلة.) · Stankovic 15' |

| إيطاليا                          | 3–2    | اليابان           |
| -------------------------------- | ------ | ----------------- |
| Zurlo 12'، 35' · Ramacciotti 22' | Report | Ozu 1' · Goto 26' |

| بولينزيا الفرنسية                                            | 5–4    | إيران                                                      |
| ------------------------------------------------------------ | ------ | ---------------------------------------------------------- |
| Bennett 11'، 14' · Tepa 27' · Li Fung Kuee 30' · Taiarui 32' | Report | Ahmadzadeh 13' · Morshedi 14' · Mesigar 27' · Mokhtari 31' |

### نصف النهائي
| إيطاليا                                                                       | 6–6 (ب.و.إ.) | تاهيتي                                                              |
| ----------------------------------------------------------------------------- | ------------ | ------------------------------------------------------------------- |
| Palmacci 4' · Gori 22'، 34' · Ramacciotti 26' · Di Palma 28' · Corosiniti 34' | Report       | Taiarui 1' · Labaste 4' · Bennett 14'، 26' · Tavanae 23' · Tepa 33' |
| ركلات الترجيح                                                                 |              |                                                                     |
| Frainetti · Palmacci                                                          | 1–3          | Taiarui · Bennett · Li Fung Kuee                                    |

| البرتغال                                   | 4–2    | روسيا                           |
| ------------------------------------------ | ------ | ------------------------------- |
| Jordan 9' · Bê Martins 12'، 35' · Novo 34' | Report | أليكسي ماكاروف 8' · Shishin 14' |

### المركز الثالث
| إيطاليا                    | 2–5    | روسيا                                                          |
| -------------------------- | ------ | -------------------------------------------------------------- |
| Palmacci 26' · Marinai 33' | Report | Shaykov 4' · Peremitin 11'، 14' · Romanov 12' · Paporotnyi 19' |

### النهائي
| بولينزيا الفرنسية                   | 3–5    | البرتغال                                                    |
| ----------------------------------- | ------ | ----------------------------------------------------------- |
| Labaste 17' · Li Fung Kuee 19'، 25' | Report | مادجير 1' · Belchior 7' · Coimbra 17' · Novo 21' · Alan 36' |

## الجوائز الفردية
| الكرة الذهبية أديداس      | الكرة الفضية أديداس  | الكرة البرونزية أديداس  |
| ------------------------- | -------------------- | ----------------------- |
| Heimanu Taiarui           | Alan                 | مادجير                  |
| الهداف الذهبية أديداس     | الهداف الفضية أديداس | الهداف البرونزية أديداس |
| Pedro Moran               | مادجير               | Noel Ott                |
| 8 goals                   | 8 goals              | 8 goals                 |
| القفاز الذهبي أديداس      |                      |                         |
| Jonathan Torohia          |                      |                         |
| جائزة اللعب النظيف الفيفا |                      |                         |
| البرازيل                  |                      |                         |
| أفضل هدف في البطولة       |                      |                         |
| مادجير في مرمى سويسرا     |                      |                         |

### الترتيب النهائي
| م  | مجموعة | فريق         | لعب | ك | WE | WP | خ | له | عليه | ف   | نقاط | Final result                 |
| -- | ------ | ------------ | --- | - | -- | -- | - | -- | ---- | --- | ---- | ---------------------------- |
| 1  | A      | البرتغال (H) | 6   | 5 | 0  | 0  | 1 | 32 | 18   | +14 | 15   | Champions                    |
| 2  | D      | تاهيتي       | 6   | 4 | 0  | 1  | 1 | 32 | 29   | +3  | 13   | Runners-up                   |
| 3  | D      | روسيا        | 6   | 3 | 1  | 0  | 2 | 30 | 25   | +5  | 11   | Third place                  |
| 4  | B      | إيطاليا      | 6   | 4 | 0  | 0  | 2 | 27 | 20   | +7  | 12   | Fourth place                 |
|    |        |              |     |   |    |    |   |    |      |     |      |                              |
| 5  | C      | البرازيل     | 4   | 3 | 0  | 0  | 1 | 16 | 11   | +5  | 9    | Eliminated in Quarter-finals |
| 6  | C      | إيران        | 4   | 2 | 0  | 0  | 2 | 16 | 16   | 0   | 6    | Eliminated in Quarter-finals |
| 7  | A      | اليابان      | 4   | 2 | 0  | 0  | 2 | 12 | 13   | −1  | 6    | Eliminated in Quarter-finals |
| 8  | B      | سويسرا       | 4   | 2 | 0  | 0  | 2 | 16 | 18   | −2  | 6    | Eliminated in Quarter-finals |
|    |        |              |     |   |    |    |   |    |      |     |      |                              |
| 9  | B      | عمان         | 3   | 1 | 0  | 0  | 2 | 11 | 11   | 0   | 3    | Eliminated in Group stage    |
| 10 | C      | إسبانيا      | 3   | 1 | 0  | 0  | 2 | 9  | 9    | 0   | 3    | Eliminated in Group stage    |
| 11 | A      | السنغال      | 3   | 1 | 0  | 0  | 2 | 12 | 13   | −1  | 3    | Eliminated in Group stage    |
| 12 | D      | باراغواي     | 3   | 1 | 0  | 0  | 2 | 14 | 16   | −2  | 3    | Eliminated in Group stage    |
| 13 | A      | الأرجنتين    | 3   | 1 | 0  | 0  | 2 | 9  | 14   | −5  | 3    | Eliminated in Group stage    |
| 14 | D      | مدغشقر       | 3   | 0 | 0  | 0  | 3 | 7  | 12   | −5  | 0    | Eliminated in Group stage    |
| 15 | C      | المكسيك      | 3   | 0 | 0  | 0  | 3 | 4  | 11   | −7  | 0    | Eliminated in Group stage    |
| 16 | B      | كوستاريكا    | 3   | 0 | 0  | 0  | 3 | 6  | 17   | −11 | 0    | Eliminated in Group stage    |